# Марилин (фильм)
«Марилин» (исп. Marilyn) — аргентино-чилийский драматический фильм 2018 года, полнометражный режиссёрский дебют Мартина Родригеса Редондо. Мировая премьера ленты состоялась 19 февраля 2018 года на 68-м Берлинском международном кинофестивале, где она участвовала в программе «Панорама».

## Сюжет
В этой сельской местности Аргентины, где проживает со своей семьей застенчивый 17-летний Маркос, мало что происходит. Это скромное существование, где гендерные роли чётко распределены. Хорошее лето не облегчает жизнь, но деньги нужно заработать, а стадо коров должно держаться вкупе. В повседневной рутине жизни Маркос успевает создавать небольшие островки собственной свободы; в эти мгновения он любит наложить макияж на своё почти детское лицо или скользнуть в красочные платья за закрытыми дверями. Подходит время карнавала, и событие изменит жизнь Маркоса, как и неожиданное переселение семьи.